# جورج كونراد مورغن

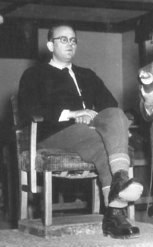
مورغن شاهد دفاعي ، بينما سجين في داخاو

جورج كونراد مورغن (8 يونيو 1909 - 4 فبراير 1982) قاضيا ومحاميا في المكتب الرئيسي لمحكمة أمن الدولة واحد الذين حققوا في الجرائم المرتكبة في معسكرات الاعتقال النازية. رقي إلى رتبة إس إس- قائد وحدة الاعتداء (مايجور). بعد الحرب، عمل مورغن كشاهد في العديد من المحاكمات المناهضة للنازية واستمر في مسيرته القانونية في فرانكفورت.
كان مورغن معروفًا باسم Blutrichter، أو «قاضي الدم»، نتيجة لكونه أحد أعضاء السلطة القضائية المخولين بإصدار عقوبة الإعدام. قد يكون هذا الخطأ في الترجمة هو السبب في حصوله على لقب "The Bloodhound Judge"، الذي قيل إنه مصمم على تصميمه ومثابرته في تحقيق العدالة.

## النشأة وخدمة الحرب
خلال أواخر الصيف وخريف عام 1943، نظر مورغن في الشائعات بأن كريستيان ويرث - الذي كان، دون علم مورغن، مشرف مراكز إبادة عملية راينهارد - سمح لضباط القوات الخاصة (SS) بالمشاركة في حفل زفاف يهودي مخمور بالقرب من لوبلين. أثناء التحقيق، وجد ويرث يترأس مركزًا لجمع كميات كبيرة من الملابس والأشياء الثمينة من الضحايا. في زيارة واحدة إلى لوبلان، أصبح مورغن شاهدًا عرضيًا على آثار عملية مهرجان الحصاد: تصفية ثلاثة كبيرة (مجدانيك، بونياتوفا، وترونيكي) والعديد من معسكرات العمل اليهودية الأصغر في منطقة لوبلان. قيل أن هيملر أمرت العملية، التي يبدو أنها إجراء أمني وقائي، على أساس أن السجناء حصلوا على أسلحة وأجرت اتصالات مع أنصار شيوعيين نشطين في الغابات المحيطة. في الواقع تم نزع سلاح اليهود في كل معسكر بمقاومة لا تذكر ولا إصابات. وخلال عمليات الإعدام الجماعية التي أعقبت، والتي نُفذت على الفور على مدى يومين، أُطلقت النار على حوالي 43000 سجين من الذكور والإناث. وصل مورجين في اليوم التالي لانتهاء المجزرة. قام بتجميع تقرير من شهادة شهود عيان، تمت قراءة جزء منه في الاستجواب السابق للمحاكمة من إرنست كالتنبرونر في نورمبرغ: «ذهب الرجال أولاً، قدموا في خندق واحد، وبعد ذلك كان للنساء العاريات خنادق منفصلة خاصة بهم... كلها مرت بصمت ومنهجية من خلال الخنادق، لذلك تم تنفيذ عمليات الإعدام بسرعة كبيرة». (الادعاءات بأن مورجين كان حاضراً في المجزرة نفسها، وحاول منع الصناعي والتر توبينز من التدخل، لا أساس لها من الصحة. صادر مفتشو البريد عبوتان أسنان من الذهب، أرسلها فني أسنان أوشفيتز إلى زوجته، وتم نقلها إلى مورغن للتحقيق. بعد أن أدرك أن الذهب يجب أن يكون قد تم جمعه من ضحايا المحرقة، أرسل مورجين فريق تحقيق إلى أوشفيتز وزاره بنفسه في وقت لاحق، حيث تلقى جولة شاملة في مركز القتل في بيركيناو. تحقيقه لم يكن موضع ترحيب بالرغم من ذلك؛ اختفى مساعده إس إس-شتاب شافوغا جيرارد بوش وتم حرق المبنى الذي تم تخزين ملفات الأدلة فيه. على الرغم من أنه لم يتمكن من مقاضاة الإبادة الجماعية لليهود - والتي، كما أوضح بعد الحرب، تم تصديقها بأمر من هتلر - إلا أنه استمر في ملاحقة قائد المعسكر رودولف هوس ورئيس المعسكر الغيستابو، ماكسيميليان غرابنر، للجرائم بما في ذلك القتل.

## بعد الحرب
بعد الحرب، كان مورغن شاهدًا في محاكمة مجرمي الحرب النازيين في المحكمة العسكرية الدولية في نورمبرغ، ومحاكمة أعضاء SS WVHA، ومحاكمة أوشفيتز عام 1965 في فرانكفورت أم ماين.

## المتهمون
- كارل أوتو كوتش - قائد بوخنفالد وماجدانيك - أُعدم بتهمة قتل اثنين من أطباء المستشفى الذين عالجوه بسبب مرض الزهري
- مارتن سومر - ضابط بوخنفالد، متهم مع كوخ. نقل إلى الجبهة الروسية؛ توفي في السجن في عام 1988
- هاوبتشافوهرر بلانك- ضابط <a href="./%D9%85%D8%B9%D8%B3%D9%83%D8%B1%20%D8%A7%D8%B9%D8%AA%D9%82%D8%A7%D9%84%20%D8%A8%D9%88%D8%AE%D9%86%D9%81%D8%A7%D9%84%D8%AF" rel="mw:WikiLink">بوخنفالد</a>، متّهم مع كوخ. مجهول.
- هيرمان فلورستيد - قائد مجدانيك - قيل إنه أُعدم بتهمة القتل عام 1945؛ مصيره غير مؤكد
- هيرمان هاكمان - المسؤول عن الاحتجاز الوقائي في مجدانيك - حُكم عليه بالإعدام بتهمة القتل، لكنه أرسل في النهاية إلى وحدة جزائية؛ توفي 1994
- هانز لوريتز - قائد أورانينبورغ - بدأت الإجراءات للاشتباه في القتل التعسفي؛ انتحر 1946
- أدان آدم غرينوالد - قائد معسكر الاعتقال في هيرتسوجنبوش - بتهمة سوء معاملة السجناء وتم نشره في وحدة جزائية؛ قتل في عام 1945
- كارل كونستلر - قائد معسكر اعتقال فلوسنبرج - طرد بسبب السكر والفجور؛ فقد في عام 1945
- أليكس بيوركوفسكي - قائد معسكر الاعتقال داكاو - متهم بالقتل ولكن لم يصدر ضده أي حكم؛ أعدم عام 1948
- ماكسيميليان غرابنر - رئيس القسم السياسي في أوشفيتز - متهم بالقتل ولكن لم يصدر ضده أي حكم. شنق غرابنر لاحقًا في 28 يناير 1948 في بولندا
- غيرهارد باليتش - حكم عليه بالسجن؛ اختفى في يونيو 1944
- آمون غوث - حكم عليه بالإعدام وأعدم عام 1946 من قبل الحكومة البولندية بعد الحرب
- هانز اومييه - تمت محاكمته وإدانته وإعدامه في عام 1948 من قبل الحكومة البولندية

## الحواشي
1. 1 2  مذكور في: ملف استنادي متكامل. الوصول: 9 أبريل 2014. لغة العمل أو لغة الاسم: الألمانية. المُؤَلِّف: مكتبة ألمانيا الوطنية.
2. ↑  مُعرِّف المكتبة القومية في بولندا (NLP): 9810649837505606. مذكور في: MAK. باسم: Konrad Morgen. لغة العمل أو لغة الاسم: البولندية.
3. 1 2 3  مذكور في: قاعدة بيانات الضبط الوطنية التشيكية. مُعرِّف الضَّبط الاستناديِّ في قاعدة البيانات الوطنية التشيكية (NLCR AUT): xx0231753. الوصول: 8 يونيو 2022.
4. 1 2  "Nuremberg Trials Project".
5. ↑  وصلة مرجع: https://nuremberg.law.harvard.edu/documents/5031-affidavit-concerning-the-concentration?q=Georg+Konrad+Morgen#p.1.
6. 1 2 3  "Nuremberg Trials Project".
7. 1 2 3  مذكور في: قاعدة بيانات الضبط الوطنية التشيكية. مُعرِّف الضَّبط الاستناديِّ في قاعدة البيانات الوطنية التشيكية (NLCR AUT): xx0231753. الوصول: 7 نوفمبر 2022.
8. ↑  ذكر في مرجع كـ: nuremberg trials project. وصلة مرجع: https://nuremberg.law.harvard.edu/documents/2337-trial-proceedings-testimony-at-the-international?q=Georg+Konrad+Morgen#p.1.
9. ↑  ذكر في مرجع كـ: nuremberg trials project. وصلة مرجع: https://nuremberg.law.harvard.edu/documents/4612-affidavit-concerning-a-german?q=Georg+Konrad+Morgen#p.1.
10. ↑  letter to Maria Wachter, 12 December 1944, Morgen Nachlass, Fritz Bauer Institut.
11. ↑  holocaustresearchproject.org: "Konrad Morgen, 'The Bloodhound Judge', Investigating corruption within the SS"
12. ↑  IMT (Blue Volume Series), Vol XX, 492-93
13. ↑  Report by Jakob Sporrenberg, Historische Mitteilungen 6 (1993): 250–277.
14. ↑  Morgen's affidavit to the Majdanek-Prozess, dated Düsseldorf 19 September 1973. Landgericht Düsseldorf I 4/71. Bundesarchiv Ludwigsburg B162/2359
15. ↑  IMT (Red Volume series), Supplement Vol. B, pp. 1309-11
16. ↑  The claim appears in Dan Kurzman (1976), The Bravest Battle - the Twenty-Eight days of the Warsaw Ghetto Uprising, p. 345.
17. ↑  Morgen's testimony at the Frankfurt Auschwitz Prozess, Published as Der Auschwitz-Prozess : Tonbandmitschnitte, Protokolle, Dokumente, 25. Verhandlungstag 9.3.1964 (Berlin: Direct Media Publishing, 2004), pp. 5550–5693.
18. ↑  Cawthorne، Nigel (2012). The Story of the SS. Arcturus Publishing. ص. 88. ISBN:1848589476.

## روابط خارجية
- مقابلة تلفزيون التايمز من عام 1972